# Ґао Чжань
Ґао Чжань (кит.: 高湛; піньїнь: Gāo Zhàn; 537–569) — четвертий імператор Північної Ці з Північних династій.

## Життєпис
Був четвертим з шести синів генерала Ґао Хуаня. Зайняв трон після смерті свого брата, Ґао Яня, внаслідок падіння з коня. Традиційна китайська історіографія вважає його слабким правителем, який приділяв значну увагу розвагам і застіллям. Фактично державою керували чиновники на чолі з Хе Шікаєм. 565 року Ґао Чжань передав престол своєму малолітньому сину Ґао Вею. 569 року Ґао Чжань помер, а вже за вісім років його держава припинила своє існування.

## Девізи правління
- Тайнін (太寧) 561—562
- Хецін (河清) 562—565